# Iglesia de San Gerardo (The Valley)
La Iglesia de San Gerardo (en inglés: Church of St. Gerard) es el nombre que recibe un edificio religioso que se encuentra en la localidad de El Valle, capital del territorio británico de ultramar de Anguila, en las Antillas Menores, Mar Caribe.
El templo sigue el rito romano o latino y depende de diócesis de Saint John's – Basseterre (Dioecesis Sancti Ioannis Imatellurana) que fue creada en 1971 por el papa Pablo VI mediante la bula "Cum nobis" y que tiene su sede en la ciudad de St.John's en Antigua y Barbuda.
La comunidad católica organizada en este lugar data de 1948 cuando se construyó una pequeña capilla destruida por un Huracán en 1961. Los católicos se reunieron en el sitio conocido como Wallblake House hasta 1966 cuando la actual iglesia fue terminada.